# Liste der Bodendenkmäler in Werdohl
Die Liste der Bodendenkmäler in Werdohl enthält die denkmalgeschützten unterirdischen baulichen Anlagen, Reste oberirdischer baulicher Anlagen, Zeugnisse tierischen und pflanzlichen Lebens und paläontologischen Reste auf dem Gebiet der Stadt Werdohl im Märkischen Kreis in Nordrhein-Westfalen (Stand: November 2020). Diese Bodendenkmäler sind in Teil B der Denkmalliste der Stadt Werdohl eingetragen; Grundlage für die Aufnahme ist das Denkmalschutzgesetz Nordrhein-Westfalen (DSchG NRW).
| Bild | Bezeichnung                              | Lage                               | Beschreibung | Bauzeit | Eingetragen seit | Denkmal- nummer |
| ---- | ---------------------------------------- | ---------------------------------- | --- | ------- | ---------------- | --------------- |
|      | Eisensteingrube                          | Bauckloh Am Lothenbach             | Ehemalige Eisensteingrube "Freya". Überreste des alten ausgemauerten Schachtes sind noch vorhanden. Das Schachtmundloch ist durch Abdeckung (Beton) gesichert und durch Pflasterung an der Oberfläche gekennzeichnet. |         | 11.11.1982       | 1               |
|      | Gelände der ehemaligen Burg Pungelscheid | Pungelscheid 2                     | Erstgenannt 1360. Im Westen, Süden und Osten die innerhalb der noch vorhandenen Burgmauern gelegenen Flächen. Im Norden ist die Geländegrenze 15 Meter oberhalb und parallel zur Mauer. Hierdurch ist die Böschung in die Unterschutzstellung einbezogen. |         | 18.12.1987       | 2               |
|      | Landwehr                                 | Friedhofstraße                     | Ein in der Verlängerung der Friedhofstraße in Werdohl hinter dem evangelischen Friedhof in der Landwehr, quer zur Flussrichtung des Tales verlaufender Wall, durch den etwa in der Mitte der nach Neuenrade ansteigende Fußweg hindurchführt. Der Wall riegelte als Sperrlinie das Tal ab. Solche Anlagen sollten das Umfahren von Zollstellen verhindern und die Beweglichkeit bewaffneter Verbände einschränken. Landwehren gelten als Denkmäler der Friedenswahrung. Sie wurden in der Zeit vom 14. bis in das 17. Jahrhundert durchgehend genutzt, erneuert und erhalten. Der in Richtung Neuenrade gesehene rechte Teil des Walles liegt auf Werdohler Gebiet. Vor dem Wall auf Werdohler Gebiet ein Graben. Unter Schutz gestellt ist die Dammschüttung des Walles und die danebenliegende Fläche der vor dem Fuß des Walles liegenden Gräben. |         | 06.09.1988       | 3               |
|      | Mittelsteinzeitliche Fundstelle          | Brenge, oberhalb des Leschenberges | Das Gelände wird als Ackerland genutzt. Während des Pflügens werden oder wurden Teile der materiellen Hinterlassenschaft der vor ca. 6000 Jahren dort siedelnden Menschen an die Oberfläche gebracht (u.a. Klingen, Klingenspitzen, Kratzer unterschiedlichster Größe und Stichel), die von einem sachkundigen Sammler als Lesefunde geborgen werden können. Die Menge der bisherigen Funde belegt das Vorhandensein einer mesolithischen Siedlung. Bei Ausgrabungen könnten noch andere Befunde zu Tage treten, was Ausgrabungen an anderen Fundstellen, so z.B. in Westerkappeln, Kreis Steinfurt, zeigen, wo kleine rundliche Verfärbungen gefunden wurden, die als ehemalige kleine Pfosten der ehemals dort vorhandenen Hütten gesehen werden können. Aus den v.g. gründen handelt es sich bei den mesolithischen Fundplätzen um ehemalige Siedlungen, die für den Menschen und die Menschheitsgeschichte von Bedeutung gewesen sind. Für eine Erhaltung sprechen wissenschaftliche Gründe, weil sie als historische Quellen zu betrachten sind, deren Sicherung und Erforschung erforderlich ist, um eine solche Quelle nutzen zu können. |         | 12.03.1990       | 4               |
|      | Landwehr                                 | nördlich Harlingsen                | |         | 21.11.1994       | 5               |